# جيل مكدونالد (سيدة أعمال)
جيل مكدونالد (بالإنجليزية: Jill McDonald)‏ هي سيدة أعمال بريطانية، ولدت في مايو 1964 في برمنغهام في المملكة المتحدة.